# Jan Štěpán
Jan Štěpán (11. května 1932 Praha – 15. března 2017, Praha) byl český přírodovědec, botanik, územní projektant, ministerský úředník, vysokoškolský pedagog, archivář a historik.
V letech 1957–1959 byl odborným asistentem na katedře biologie Vysoké školy pedagogické, odkud byl vyloučen pro své náboženské přesvědčení. Následně byl zaměstnán ve Státním ústavu pro územní plánování – Terplan Praha, kde mj. pořádal mezioborové přednáškové a diskusní semináře zaměřené na problematiku ochrany a tvorby životního prostředí v územním plánování, na kterých se scházeli přírodovědci, lesníci, komunální hygienici, vodní hospodáři, urbanisté, ekonomové, zemědělci apod. Později byl vedoucím oddělení životního prostředí v odboru územního plánování, stavebního řádu a životního prostředí na ministerstvu výstavby a techniky ČSR a na nástupci ministerstva – České komisi pro vědeckotechnický a investiční rozvoj (ČKVTIR). Uvedené orgány byly v těsném kontaktu s Radou pro životní prostředí vlády, což byl meziresortní koordinační orgán, jehož předsedou byl ministr výstavby a techniky. Po zrušení ČKVTIR v roce 1988 Jan Štěpán přešel na odbor životního prostředí na ministerstvu vnitra a životního prostředí ČR. Pak nakrátko odešel do soukromé podnikatelské sféry. Ač politický nestraník (ovšem pod přímým dohledem agenta StB, též nestraníka)[zdroj?] se na MVT a ČKVTIR organizačně zasloužil o vymezení postižených oblastí (Terplan Praha), o vypracování metodiky navrhování územních systémů ekologické stability (ÚSES, ing. Igor Míchal, CSc. a pracovníci Geografického ústavu ČSAV Brno) a o zavedení ÚSES do praxe ochrany přírody a do územního plánování. V jím řízeném oddělení se v 80. letech organizačně zajišťovalo i vypracování metodiky ochrany před hlukem v územním plánování (Ing. Miloš Liberko, Výzkumný ústav výstavby a architektury Praha - VÚVA). V letech 1991–1993 působil na Fakultě životního prostředí Univerzity Jana Evangelisty Purkyně, kde zastával funkci proděkana pro vědu a zahraniční styky.
Věnoval se též církevním dějinám, zejména vývoji Církve bratrské, působil také jako historik a archivář rady Církve bratrské. Roku 1971 ve VÚVA Praha publikoval spolu s B. Dvořákem práci Systém pojmů aktuálních z hlediska komplexního návrhu na systém řízení péče o životní prostředí - Návrh pracovní terminologie pro komplexní návrh systému péče o životní prostředí. Byl spoluautorem (vedle ing. arch. Zdeňka Šamana, CSc. a ing. arch. Oldřicha Koláře a spolupracovníků) příručky Úloha krajiny a územního plánování v životním prostředí (neprodejné Informační publikace Rady pro životní při vládě ČSR č. 1/1979, stran 177), kde je mj. vysvětlena i prosazovaná středisková koncepce osídlení ČSR. Působil v Nadaci Přemysla Pittra a Olgy Fierzové, pro kterou spolu s Marií Šimsovou připravil k vydání knihu Nad vřavou nenávisti – vzpomínky a svědectví Přemysla Pittra a Olgy Fierzové a tuto knihu, která vyšla roku 1996 v nakladatelství Kalich, redigoval. V letech 1995 - 2006 byl redaktorem sborníku Nadačního fondu Přemysla Pittra a Olgy Fierzové Hovory. Spolu s Josefem Smolíkem je autorem knihy T. G. Masaryk ve třech stoletích: Rozhovor generací o Masarykových náboženských názorech (kniha byla vydána roku 2001). Je autorem knihy Babylonské zajetí církve, kterou roku 2015 vydal vlastním nákladem.